# Torre de Santo António de Cascais
A Torre de Santo António de Cascais, também denominada como Torre Fortificada de Cascais ou simplesmente Torre de Cascais, localiza-se na Freguesia de Cascais e Estoril, na vila e no Município de Cascais, Distrito de Lisboa, em Portugal.
Encontra-se ladeada pela Fortaleza de Nossa Senhora da Luz de Cascais, que está inserida, por sua vez, no conjunto da Cidadela de Cascais.

## História

### Antecedentes
O primeiro donatário do castelo e concelho de Cascais foi Gomes Lourenço de Avelar, nomeado em 8 de abril de 1370. Fernando I de Portugal pôde doar o castelo e lugar de Cascais como senhorio, sucedendo-lhe, entre outros, os Condes de Monsanto, depois Marqueses de Cascais.
A mais antiga fortificação no local, porém, foi uma bateria erguida entre 1410 e 1415, destinada ao complemento da defesa do porto de Lisboa à época do início dos Descobrimentos portugueses, período em que uma nau artilhada, fundeada nas águas do rio, cumpria essa função.

### O Baluarte de Cascais
Posteriormente, sob o reinado de D. João II (1481-1495), foi implementado um novo plano de defesa do porto da capital, baseado em três torres fortificadas, adaptadas ao tiro rasante da artilharia da época:
- na margem esquerda pela:
  - Torre de São Sebastião da Caparica (Baluarte da Caparica ou Torre Velha); e
- na margem direita, pelas:
  - Torre de Santo António de Cascais (Baluarte de Cascais);
  - Torre de São Vicente de Belém (Baluarte de São Vicente a par de Belém)

Essas torres cooperavam com as naus artilhadas que patrulhavam o Tejo na tarefa de vigilância e defesa da capital.
O Baluarte de Cascais foi iniciado em 1488, prosseguindo as suas obras ainda em 1505.

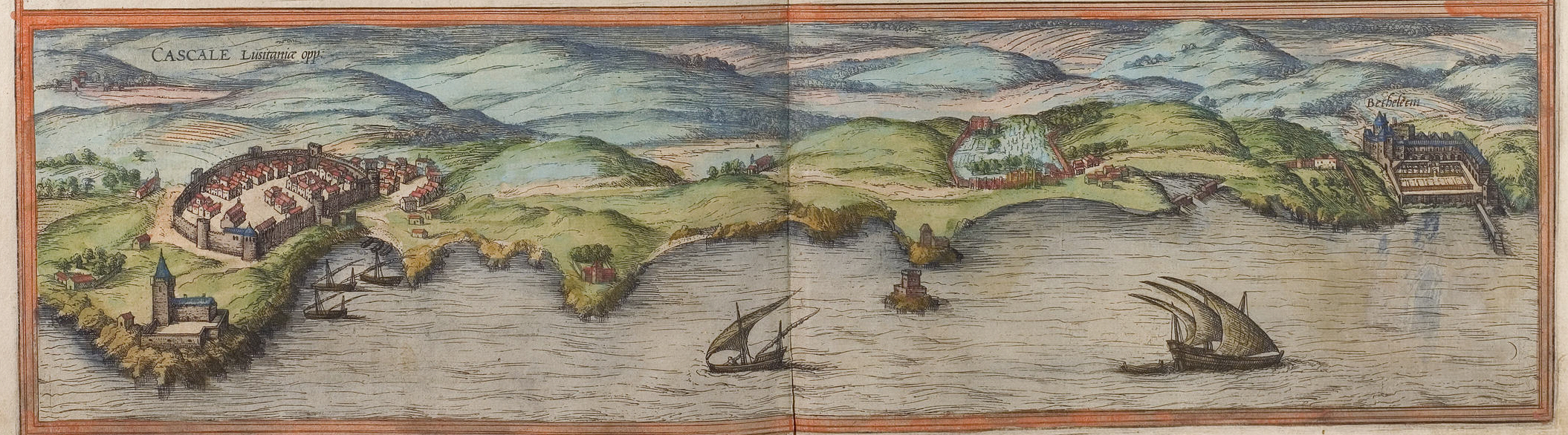
"Cascale" (Braun e Hogenberg. "Civitates Orbis Terrarum", 1572).

Aberto o caminho marítimo para as Índias, a importância comercial de Lisboa obscureceu a da margem esquerda do rio, de tal modo que não se conhecem referências históricas a esta torre e nem aos trabalhos nela realizados nas décadas seguintes, embora se acredite que as muralhas, expostas ao embate da corrente das águas do rio, eram reparadas ao final de cada inverno, conforme depoimento de seu Sargento-mor à época do seu posterior abaluartamento. Uma iconografia da Torre e Vila de Cascais encontra-se incluída na obra Civitates Orbis Terrarum de Georg Braun e Franciscus Hogenbergius (Colónia, 1572).
À época da regência do Cardeal D. Henrique (1578-1580) o baluarte foi mantido em prontidão de combate, recebendo para isso tropas, armamento, artilharia e munições. Aqui foi capturado e executado D. Diogo de Meneses, pelas forças castelhanas sob o comando do duque de Alba, em agosto de 1580.
O sistema defensido que se mantivera ativo durante todo o século XV, a partir da Dinastia Filipina necessitou ser modernizado. Nesse momento, a torre foi ampliada e reforçada, servindo como núcleo ao atual Forte da Luz, inscrito no plano mais amplo de defesa da barra do rio Tejo, então promovido.

### Os nossos dias
Na atualidade, a Cidadela de Cascais, incluindo o Forte de Nossa Senhora da Luz e a Torre de Santo António de Cascais, compreendendo toda a parte fortificada entre a Ponta do Salmodo e o Clube Naval de Cascais, encontra-se classificada como Imóvel de Interesse Público através do Decreto nº 129, de 29 de Setembro de 1977.

## Características
Com estrutura semelhante à famosa Torre de Belém, a sua descoberta, em 1986, pela Arqueóloga Margarida Ramalho, é considerada o descoberta arqueológica mais importante do Concelho. Durante as suas escavações vieram à luz cerâmicas, moedas, cachimbos e a ossada de uma mulher.
Atualmente sabe-se que a torre quatrocentista é composta por três baluartes, cujos acessos tinham desaparecido sob as paredes rebocadas do Forte da Luz.
Alicerçada na rocha, o seu corpo principal apresenta planta quadrangular, ameada, com quatro guaritas nos vértices e telhado de quatro águas. No primeiro e no segundo pavimentos, do lado Oeste (o de terra), rasgam-se duas pequenas troneiras. No segundo pavimento, rasga-se uma janela; no terceiro, do alçado Sul, rasga-se outra. Na parede fronteira a esta última, uma porta dava acesso ao pátio.
A torre possuía ainda duas cisternas. A principal, subterrânea, à maneira medieval, apresenta planta em formato de "L". Em cantaria, a sua cobertura abobadada apresenta uma interseção de arcos, originalmente assentes numa coluna, posteriormente substituída por um pilar de seção retangular. Pode-se perceber atualmente a localização do primitivo acesso, entaipado. A cisterna secundária abria-se externamente, no pátio da torre. Esta antiga estrutura, com cerca de quatro metros, identificada durante a intervenção de 1990 e escavada no ano seguinte, constituía-se num simples algar aberto na rocha viva, betumado, com a função de recolher as águas pluviais.
Abaluartada em finais do século XVI, a torre sofreu transformações, adossada por um outro corpo, mais baixo, de planta retangular, sendo todo o conjunto envolvido por muralhas. Nos trabalhos de reparo que se seguiram ao terramoto de 1755, as janelas do lado norte foram remodeladas e, das abóbadas originais só restam as bases dos arcos com as respectivas mísulas.